# اجکوریا
اجکوریا (به لاتین: Adjekoria) یک منطقهٔ مسکونی در نیجر است که در Maradi واقع شده‌است.

## خصوصیات
اجکوریا ۶۹٬۶۳۴ نفر جمعیت دارد.